# 닥글레이현
닥글레이현(베트남어: Huyện Đắk Glei)은 베트남 중부 고원 지방 꼰뚬성의 현이다.

## 행정 구역
닥글레이현은 1시진, 11사를 관할하고 있다.

### 시진
- 닥글레이 시진 (Thị trấn Đắk Glei)

### 사
- 닥쪼옹 사 (Xã Đắk Choong, 得莊社)
- 닥끄롱 사 (Xã Đắk Kroong, 得克龍社)
- 닥롱 사 (Xã Đắk Long, 得龍社)
- 닥민 사 (Xã Đắk Man, 得曼社)
- 닥몬 사 (Xã Đắk Môn, 得門社)
- 닥뇨옹 사 (Xã Đắk Nhoong, 得榕社)
- 닥뻭 사 (Xã Đắk Pék, 得貝克社)
- 닥쁠로 사 (Xã Đắk Plô, 得博羅社)
- 사호옹 (Xã Mường Hoong, 芒鴻社)
- 응옥린 사 (Xã Ngọk Linh, 玉靈社)
- 쏩사 (Xã Xốp, 合社)